# The Conquering Cask
The Conquering Cask è un cortometraggio muto del 1910 sceneggiato e diretto da Lewin Fitzhamon.

## Trama
Le avventure di un barile in fuga.

## Produzione
Il film fu prodotto dalla Hepworth.

## Distribuzione
Distribuito dalla Hepworth, il film - un cortometraggio 91,4 metri - uscì nelle sale cinematografiche britanniche nel novembre 1910.
Si conoscono pochi dati del film che, prodotto dalla Hepworth, fu distrutto nel 1924 dallo stesso produttore, Cecil M. Hepworth. Fallito, in gravissime difficoltà finanziarie, il produttore pensò in questo modo di poter almeno recuperare il nitrato d'argento della pellicola.